# Liu Song Shaodi
Liu Yifu of keizer Song Shàodì (406-424) was keizer van China tussen 422 tot 424. Hij was de oudst zoon van Liu Yu, de stichter van de Liu Song-dynastie.

## Biografie
Toen Liu Yu op zijn sterfbed lag, waarschuwde zijn entourage hem, dat zijn oudste zoon niet bekwaam was om de taak van keizer over te nemen. Ook zijn tweede zoon, Liu Yizhen, vonden ze niet bekwaam. Liu Yu stierf en Liu Yifu volgde hem op. Liu Yifu riep een driejarige rouwperiode uit ter ere van zijn vader, maar intussen besteedde hij het grootste deel van zijn tijd aan spelletjes en plezier in plaats van aan studies en belangrijke staatszaken, ondanks aanmoediging van zijn ambtenaren.
Een inval van de Noordelijke Wei-dynastie verontruste hem niet. Om het land van erger te bewaren besliste het hof hem uit de weg te ruimen, wat in 424 gebeurde. Liu Yu werd opgevolgd door zijn jongere broer Liu Yilong, de derde zoon van, Liu Yu.